# Pseudanarta exasperata
Pseudanarta exasperata là một loài bướm đêm trong họ Noctuidae.